# Xuxa Abracadabra
Xuxa Abracadabra é um filme infantil de comédia e fantasia brasileiro de 2003, escrito por Flávio de Souza, dirigido por Moacyr Góes, produzido por Diler Trindade e distribuído pela Warner Bros.. O filme conta com Xuxa, Márcio Garcia, Cláudia Raia, Leandro Hassum, Brunno Abrahão, Maria Mariana Azevedo e  Heloisa Périssé nos papéis principais.
Xuxa Abracadabra foi desenvolvido com base em um antigo desejo de Xuxa de produzir um filme que combinasse todos os personagens clássicos dos conto numa mesma história. O filme estreou em 19 de dezembro de 2003, arrecadando R$ 11 milhões, e tendo bom desempenho nas bilheterias, com 2 milhões de espectadores.

## Sinopse
Sofia (Xuxa) é uma bibliotecária que trabalha apenas com livros infantis. Prestes a sair com sua melhor amiga Patrícia (Heloísa Perissé) para uma festa, ela recebe um pedido de Matheus (Márcio Garcia) para que tome conta de seus filhos, Lucas (Brunno Abrahão) e Júlia (Maria Mariana Azevedo). Sofia atende ao pedido, pois, além de gostar muito das crianças, nutre uma paixão secreta por Matheus, que é viúvo há três anos. Ela parte então para a casa do tio-avô das crianças, que é um astrônomo-feiticeiro e possui um livro mágico, para dentro do qual Sofia e as crianças acabam sendo acidentalmente teletransportadas, indo parar na terra dos contos de fadas. Os três conhecem, então, vários personagens, como a Chapeuzinho Vermelho, o Pinóquio, o Gato de Botas, a Branca de Neve e João e Maria, e acabam atrapalhando o rumo de todas as histórias.
O malvado Barba Azul e a Rainha Má se aproveitarão de toda essa bagunça na história para dominar todo a floresta encantada, contando com a ajuda dos habitantes do sombrio Bosque das Trevas.

## Elenco
- Xuxa Meneghel como Sofia
- Márcio Garcia como Mateus
- Cláudia Raia como Rainha Má
- Leandro Hassum como Barba Azul
- Brunno Abrahão como Lucas
- Maria Mariana Azevedo como Júlia
- Heloísa Perissé como Patrícia
- Sérgio Mamberti - Tio Nick / Mago Merlino
- Tom Cavalcante como Narrador (voz)

Participações especiais
- Luís Salem como Espelho Mágico
- Debby Lagranha como Chapeuzinho Vermelho
- Lúcio Mauro Filho como Lobo Mau
- Eva Todor como Avó da Chapeuzinho
- Cristina Pereira como Mãe da Chapeuzinho
- Ademir Rocha como João
- Bruna Marquezine como Maria
- Talita Castro como Branca de Neve
- Cláudio Heinrich como Príncipe
- Kayky Brito como Gato de Botas
- Toni Garrido como Saci-Pererê
- Gustavo Pereira como Pinóquio
- Gustavo Ottoni como Pirata Caolho
- Rouge como Elas mesmas

## Produção
Xuxa tinha um desejo antigo de produzir um filme com linguagem infantil. Xuxa e os Duendes (2001) foi um filme dirigido ao público juvenil infantil, mas que agradou aos mais pequenos. O caminho inverso está ocorrendo: um filme para as crianças, que também agradará as maiores. Abracadabra, é uma fantasia para crianças. A ideia era juntar, em um único roteiro, vários personagens de histórias infantis. A anfitriã, que parece unir os contos, torna-se a verdadeira princesa, com direito a beijar o Príncipe Encantado. Recontando a inspiração de fazer o filme, Xuxa disse: "Eu sempre sonhei em fazer um filme para crianças, com o conceito de criança. Xuxa e os Duendes era para crianças e jovens, que acabavam atraindo os mais pequenos, mas não tinha essa linguagem infantil. Mas agora, estamos fazendo o oposto, um filme para os pequenos que deve agradar os maiores".
Xuxa sempre quis fazer um filme que combina conto de fadas e folclore de uma forma divertida. Quando Diler Trindade trouxe o roteiro de Flávio de Souza, Xuxa aprovou a ideia, a fazendo parar de planejar a sequência de Xuxa e os Duendes, e começar a trabalhar em Xuxa Abracadabra. Com Moacyr Góes como diretor, Góes foi desafiado a fugir do tom "caricato" que via nas produções infantis brasileiras. Góes contou que, ao aceitar o convite de Trindade para dirigir o filme, Góes começou a estudar cinema assistindo a produções de todas as classes sociais. "Em 2002, eu vi cerca de 800 filmes, de Eisenstein a As Patricinhas de Beverly Hills." O cineasta disse que não teve problemas em sofrer preconceitos porque integrou um formato de produção cinematográfica de ambição comercial declarada. Para viver os papéis do mundo "real", o de Sofia e os de caráter fantasioso, foi lançado um elenco de 39 atores, muitos conhecidos da televisão. As gravações começaram em setembro de 2003 e duraram quatro semanas.
Para viver os personagens principais do filme, foram contratados Heloísa Périssé (Patrícia), Brunno Abrahão (Lucas), Maria Mariana Azevedo (Júlia), Debby Lagranha (Chapeuzinho Vermelho), Kayky Brito (Gato de Botas) e Leandro Hassum (Barba Azul/Príncipe Sapo), entre outros. O personagem Mateus, interpretado por Márcio Garcia, foi o par romântico de Xuxa nesta produção. Ela revelou que o beijo com o ator no filme não era técnico, "Há um beijo técnico sim, e eu já provei os dois. O não técnico, para quem não é atriz como eu é muito melhor. São muito parecidos, a cena se torna mais real se você der um beijo de verdade." Luciano Szafir foi inicialmente escalado para viver o personagem Mateus, no entanto a produção sentiu que as pessoas poderiam confundir a história com o último filme Xuxa e os Duendes 2 em que ele fez par romântico com Xuxa. Claudia Raia interpretou a Rainha Má. De acordo com a atriz, "Xuxa me ligou dizendo que tinha um papel de vilã para mim. Eu disse que meu sonho era ser a madrasta da Branca de Neve". O grupo Rouge faz uma participação especial fazendo um show em uma boate em um determinado ponto da trama. Elas passaram um dia no Rio de Janeiro, onde as gravações foram feitas.

## Lançamento
A estreia do filme ocorreu em 12 de dezembro de 2003, no Parque Mundo da Xuxa, no Shopping SP Market, na Zona Sul de São Paulo, Xuxa quis acompanhar de perto a prévia do filme. "Pai e mãe vão rir também. É um programa legal para comer pipoca e ficar para trás" - disse Xuxa na coletiva de imprensa.
A presença da apresentadora Xuxa Meneghel causou alvoroço no local e deixou uma jovem ferida. De acordo com a secretária de imprensa do parque, Marcelle Canfild, Rita de Cassia Basile, 21 anos, tentou contornar a segurança do local na tentativa de se aproximar da apresentadora, quando caiu uma grade em torno dos fãs. A garota tropeçou e teve sua perna imobilizada em meio ao empurrão dos fãs. A jovem sofreu uma torção no joelho direito, foi resgatada pelo corpo de bombeiros local e enviada ao Hospital Pedreira. "O médico aconselhou-a a colocar gelo na ferida e manter a perna suspensa por algumas horas", disse Marcelle. A estreia no Rio de Janeiro, ocorreu em 15 de dezembro de 2003, mas desta vez não contou com a presença de Xuxa, apenas com alguns atores do elenco do filme. O lançamento oficial do filme foi em 19 de dezembro de 2003.
Com o lançamento do filme, Xuxa posou com o elenco do filme, em uma ilha em Angra dos Reis, para a revista Caras. Naquele momento, Xuxa se feriu em um pequeno acidente. Ela estava tirando fotos com os fãs quando o deck em que ela estava afundou e cortou sua perna direita. Levada em seu helicóptero particular para o hospital Copa D'Or, ela recebeu 11 pontos na perna. Como forma de divulgação, Xuxa também compareceu ao Domingão do Faustão em 14 de dezembro de 2003 para falar sobre a estreia do projeto.

### Home video
A produção foi gravada e lançada em VHS e DVD, pela Warner Home Video. O material contém Menu Interativo, Escolha de Cenas, Videoclipe, Making Of, Jogo, Erros de Gravação, Trailer, Multiângulo: Construção de Efeitos, Último Clipe do Dia, Entrevistas e Efeitos do Diretor.

## Recepção

### Resposta da crítica
Como nos filmes anteriores da Xuxa, Abracadabra recebeu respostas negativas dos críticos, mas ao mesmo tempo, foi positiva em comparação com as anteriores. Marcelo Forlani, do site Omelete, criticou a produção que ele disse ser "mais uma vez feita apressadamente, sem a menor preocupação com a pré-produção. Os personagens, livres de qualquer profundidade tridimensional, têm como principal defeito a total ausência de coerência". Ele também criticou a equipe responsável pela maquiagem na Abracadabra "escrevendo que é uma das piores vistas no cinema". "A barba do pirata Barba-Azul é mais falsa que uma nota de R$ 13,50 reais e os monstros vestem fantasias que parecem ter sido alugadas em uma loja barata. E o pior disso, a cor do falso nariz usado por Claudia Raia quando ela se torna a Rainha Má é bem diferente da sua pele". E ele conclui, dizendo que o "filme só comprova o quanto o povo brasileiro ainda precisa crescer culturalmente". Escrevendo para Epipoca, Rubens Ewald Filho considerou o filme "menos execrável do que os outros. Nisso, há até uma figura em animação, o grilo falante de Pinóquio", que tem uma bela intervenção. Ele também elogiou a participação dos atores, mas considerou-os mal utilizados no filme. Mas foi negativo em sua revisão, escrevendo que "o filme foi feito com pressa, com pouco dinheiro e empenho relativo, o design do cenário é muito ruim e há apenas um minuto de externas". Os diálogos são extremamente ruins e sem graça. Ganhou mais algumas frases divertidas foi Claudia Raia, no papel de Madrasta da Branca de Neve, que pelo menos tem alguns momentos de brilho, o resto cai no túmulo comum. Escrevendo para o UOL, o mesmo crítico considerou Abracadabra um pouco menos ruim que o filme anterior de Xuxa. Mas não muito. Nem nada significativo. Pelo menos estamos livres daquelas maquiagens aterrorizantes (mas não das fantasias infelizes, Xuxa passa a maior parte do tempo com um infeliz vestido de baile que só serve para perturbá-la).
Escrevendo para a IstoÉ, Mariane Morisawa elogiou a qualidade do filme, escrevendo que "o filme não é o suficiente para ser um Shrek, que brinca muito inteligentemente com os contos de fadas, mas representa um avanço para a Xuxa, ao invés de Xuxa e os Duendes 2". Da mesma forma, um crítico do Estadão, elogiou o filme considerado superior em relação ao anterior, escrevendo que "Xuxa é mais bonita em Abracadabra do que nos dois filmes de Xuxa e os Duendes, os efeitos do filme são mais bem cuidados". O público pesquisado no AdoroCinema deu ao filme uma classificação de três estrelas de cinco com uma classificação de 2,9 pontos. O público do IMDB deu uma pontuação de 1,8 pontos ao filme. Inácio Araújo, da Folha, disse que, contrariamente às produções anteriores, Abracadabra tenta separar as crianças dos consumidores, "Um esforço não insignificante num filme de definição limitada, pois consiste em tentar distinguir entre crianças e consumidores, uma distinção que aparentemente nunca Xuxa se preocupou em estabelecer".

### Bilheteria
"Xuxa Abracadabra" foi potencialmente considerado um sucesso popular pela mídia, antes mesmo de ser lançado. Com lançamentos anuais, os filmes da apresentadora Xuxa Meneghel ficaram entre as melhores bilheterias de filmes brasileiros. Após ter conseguido lançar dois filmes dedicados ao seu público adolescente, Xuxa decidiu dedicar-se à produção de filmes para o público infantil. O primeiro lançamento de Xuxa e os Duendes, foi o único filme brasileiro a ultrapassar 1 milhão de espectadores no Brasil em 2002, bem como o filme Cidade de Deus de Fernando Meirelles e Kátia Lund (3,2 milhões). A sequência Xuxa e os Duendes 2 (2002) alcançou 2.301.152 espectadores em 2003, sendo a quinta produção brasileira mais vista no Brasil em 2003. O orçamento de Xuxa Abracadabra ficou entre R$ 5 milhões e R$ 7 milhões de reais, mais R$ 2 milhões de reais em divulgação, tornando-se o maior orçamento de um filme da Xuxa. Xuxa Abracadabra foi lançado em 300 salas no Brasil, estreou como o mais visto em seu primeiro fim de semana, ultrapassando a animação da Disney Irmão Urso fora dos rankings de bilheteria no país. O filme, que estreou com 305 cópias distribuídas em todo o Brasil, foi assistido por 161.527 pessoas. O total de espectadores foi de 2.193.188, sendo o quarto filme nacional mais assistido no Brasil em 2004. O filme arrecadou um total bruto de R$ 11.677.129,00.